# Metriocnemus borealis
Metriocnemus borealis är en tvåvingeart som först beskrevs av Jean-Jacques Kieffer och August Friedrich Thienemann 1919.  Metriocnemus borealis ingår i släktet Metriocnemus och familjen fjädermyggor.
Artens utbredningsområde är Norge. Inga underarter finns listade i Catalogue of Life.